# Levent Kırca
Levent Kırca (prononcé [le'vent kɯɾ'ʤa], né le 28 septembre 1948 à Samsun et mort le  12 octobre 2015 à Istanbul, est un acteur, un journaliste et une personnalité politique turque de gauche, du Vatan Partisi (Parti de la Patrie).

## Biographie
Conjoints : Nur Diner (1975-1985), Oya Başar (1985-2000, 2001-2005)

## Livres
- 2012 - Önüm Arkam Sağım Solum Dönek
- 2014 - Habudiyar
- 2014 - Paldırkültür